# Oenoptila recessa
Oenoptila recessa är en fjärilsart som beskrevs av Paul Dognin 1901. Oenoptila recessa ingår i släktet Oenoptila och familjen mätare. Inga underarter finns listade i Catalogue of Life.